# Andrășești
Andrăşeşti é uma comuna romena localizada no distrito de Ialomiţa, na região de Muntênia. A comuna possui uma área de 46.28 km² e sua população era de 2221 habitantes segundo o censo de 2007.